# Aleksander Mądry
Aleksander Mądry (Breslávia) é um informático e matemático, professor assistente do Instituto de Tecnologia de Massachusetts.
Foi palestrante convidado do Congresso Internacional de Matemáticos no Rio de Janeiro (2018: Gradients and flows: Continuous optimization approaches to Maximum Flow Problem).